# سوزان كوكسن
سوزان كوكسن (بالإنجليزية: Susan Cookson)‏ هي ممثلة بريطانية، ولدت في 20 أبريل 1965 في مانشستر في المملكة المتحدة.

## وصلات خارجية
- سوزان كوكسن على موقع IMDb (الإنجليزية)
- سوزان كوكسن على موقع قاعدة بيانات الفيلم (الإنجليزية)